# Test Match Special
Test Match Special (häufig als TMS abgekürzt) ist eine Sportsendung des BBC-Hörfunks, in der Cricket Test Matches und One-Day Internationals der englischen Mannschaft live übertragen werden.

## Übertragung

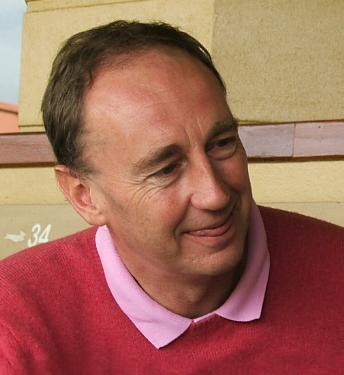
Jonathan Agnew

Die Spiele einschließlich der Pausen werden seit 1956 vollständig live übertragen. Die Sendung nimmt daher jeweils etwa 7,5 Stunden am Tag in Anspruch, bei Test Matches an fünf Tagen. Auswärtsspiele werden entsprechend der Ortszeit, nicht zeitversetzt, gesendet. Die Übertragung erfolgte ursprünglich auf den Mittelwellenfrequenzen von BBC Radio 3. Als diese am 29. Februar 1992 aufgegeben werden mussten, weil sie an private Hörfunkbetreiber versteigert werden sollten, kam es zu einer Kürzung des Programms, das seitdem nur noch über UKW neben dem übrigen Sendungen von Radio 3 übertragen werden sollte. Aufgrund von Protesten, die auch den britischen Premierminister John Major einschlossen, entschied sich die BBC jedoch schließlich zu einer Zweiteilung der Sendung: Vormittags wurde Test Match Special auf Radio 3 übertragen, und nachmittags wurde die Sendung auf BBC Radio 5 Live fortgesetzt. Heute wird TMS auf den Langwellenfrequenzen von BBC Radio 4 und auf BBC Radio 5 Live Sports Extra digital und im Internet gesendet.
Anfang 2012 hat die BBC ihre exklusiven Übertragungsrechte für Cricket um sechs Jahre bis 2019 verlängert.
Viele Besucher des Spiels hören die Übertragung mittels Kopfhörer. Auch bei der Fernsehübertragung wird vielfach anstelle des Tones des Fernsehprogrammes TMS gehört.
Die Titelmelodie, die am Beginn und Ende jeder Sendung gespielt wird, ist ein Ausschnitt aus „Soul Limbo“ von der amerikanischen Soulband Booker T. & the M.G.’s. Sie ist den meisten Cricketfans auf der Welt bekannt.
Während der Mittagspause der Sonnabende der Test Matches in England wird stets ein Interview mit einer Person aus den verschiedensten Bereichen des öffentlichen Lebens geführt (View from the boundary). Im Sommer 2007 war sogar der deutsche Fußballspieler Dietmar Hamann zu Gast, um sich als Cricketfan zu „outen“.

## Team

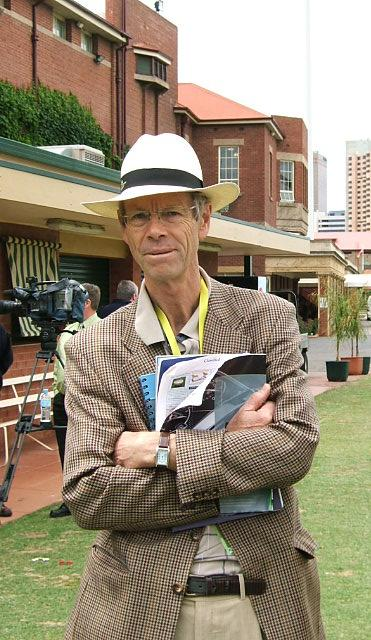
Christopher Martin-Jenkins

Das Team besteht zum einen aus mehreren, meist drei, Reportern, die sich alle 20 Minuten als Kommentator abwechseln. Einer der Reporter kommt dabei meist aus dem Land der gegnerischen Mannschaft. Bekannte Reporter sind Jonathan Agnew, der selbst in drei Test Matches für England gespielt hat, Christopher Martin-Jenkins und Henry Blofeld. Die Kommentatoren führen durch das Over und kommentieren die einzelnen Bälle. Sie machen üblicherweise eine kurze Pause wenn ein Bowler anläuft und beschreiben dann in kurzem Stil die Art des gebowlten Balles und wohin der Batter den Ball geschlagen hat. Längere Erzählstränge über mehrere Bälle hinweg werden daher immer wieder durch kurze Pausen und Kurzbeschreibungen unterbrochen.
Hinzu kommen mehrere Co-Kommentatoren (sogenannte Summerizer), meist frühere Cricketspieler aus beiden beteiligten Ländern. Traditionell war ihre Rolle nur zwischen den Overn ihre Einblicke zu geben, doch hat sich der Stil im Laufe der Zeit geändert, so dass sie nun auch während der Over sich einbringen. Üblicherweise wechseln die sich alle 30 Minuten ab. 
Scorer war von 1966 bis 2008 der inzwischen verstorbene Bill Frindall. Er hatte den Spitznamen „the Bearded Wonder“ (dt.: das bärtige Wunder), weil er in der Lage war, perfekte Scorecards zu führen und gleichzeitig binnen kürzester Zeit selbst völlig obskure Statistiken und Daten zu ermitteln, die er dann auch immer wieder in die laufende Radioreportage einführte. Seitdem hat Andy Zaltzman die Aufgabe als wichtigster Scorer übernommen.
Die Sendung wurde von 1973 bis 2007 von Peter Baxter produziert, der auch gelegentlich als Reporter tätig ist.

## Stil
Die Sendung hat einen unverwechselbaren Stil, der Cricketfans auf der ganzen Welt bekannt ist. Viele Reporter und Kommentatoren haben genauso wie Frindall Spitznamen, z. B. Aggers (Jonathan Agnew), Blowers (Henry Blofeld) oder CMJ (Christopher Martin-Jenkins). Sie haben eine besondere Fähigkeit darin entwickelt, auch lange Pausen wegen Regens oder schlechtem Licht durch Diskussionen, Rückblicke und Berichte über Randthemen zu überbrücken.
Seit vielen Jahren erhalten die Reporter regelmäßig verschiedene Kuchen von den Zuhören zugesendet, die dann jeweils während der Reportage gegessen und bewertet werden. Selbst Königin Elisabeth II. soll schon für das TMS-Team einen Obstkuchen backen haben lassen.